# 91:an Karlssons permis
91:an Karlssons permis är en svensk film från 1947 i regi av Hugo Bolander och Gösta Bernhard. 

## Handling
91:an lämnar några vapen obevakade en stund. Detta upptäcker major Morgonkröök, som gömmer vapnen under sin säng. 91:an upptäcker detta, men vågar inte ta tillbaka vapnen. När manövern är slut ska 87:an och 91:an gå brandvakt, men smiter iväg och hyr ett rum på ett gästgiveri. På grund av några misstag blir även major Morgonkröök och överste Gyllenskalp inbokade på samma rum.

## Om filmen
Filmen premiärvisades 22 december 1947 på biograf Metropol i Karlshamn. Filmen spelades in vid Imagoateljéerna i Stocksund av Sven Thermænius. Filmen är baserad på Rudolf Peterssons serie 91:an Karlsson. Vid de visningar som har genomförts av TV2 har titeln på filmen ändrats till 91:an Karlsson på permis.
Filmen har visats i SVT, bland annat i april 2024.

## Roller i urval
- Gus Dahlström – 91:an Mandel Karlsson
- Holger Höglund – 87:an Rudolf Axelsson
- Fritiof Billquist – korpral Ture Revär
- Iréne Söderblom – Elvira Jansson, hembiträde hos major Morgonkrök
- John Norrman – överste Lejonklo
- Douglas Håge – major Hampus Morgonkröök
- Julia Cæsar – majorskan Rosa Morgonkröök
- Thor Modéen – major Lejon, kallad Jokern
- Emmy Albiin – 91:ans mamma
- Erik Forslund – 91:ans pappa
- Georg Adelly – rekryt
- Gösta Bernhard – mannen vid vaktkuren
- Gunnel Wadner – Greta, servitris/flicka i 91:ans dröm
- Harald Emanuelsson – 53:an Emanuelsson, rekryt

## Musik i filmen
- En liten ensam soldat, kompositör Kai Gullmar, text Gösta Bernhard, sång Iréne Söderblom, Gus Dahlström, Holger Höglund, Douglas Håge, Fritiof Billquist, Gunnel Wadner och Ullacarin Rydén, framörs på dragspel av Iréne Söderblom
- Sjung vad du har hjärta till, kompositör och text Gösta Bernhard, sång Iréne Söderblom
- Dragspelsvals, kompositör Gus Dahlström framförs av Gus Dahlström på dragspel
- Muckvisa, kompositör Georg Enders, text Gösta Bernhard, sång Gus Dahlström och Holger Höglund
- Dragspelvisa, kompositör Gus Dahlström, text Hugo Bolander, sång Gus Dahlström

## DVD
Filmen gavs ut på DVD 2016.